# 169
| [ Edytuj tabelę ] |                                                   |
| Cesarz Chin       | - 168 Han Lingdi 189                              |
| Władca Korei      | - 165 Sindae 179                                  |
| Papież            | - 166 Soter 175                                   |
| Król Partów       | - 147 Wologazes IV 191                            |
| Cesarz Rzymu      | - 161 Marek Aureliusz 180 - 161 Lucjusz Werus 169 |

Rok 169 / CLXIX
stulecia: I wiek ~
II wiek ~
III wiek

lata: 159 «
164 «
165 «
166 «
167 «
168 «
169
» 170
» 171
» 172
» 173
» 174
» 179

## Wydarzenia
- Europa
  - Markomanowie i Kwadowie wkroczyli do północnej Italii i oblegli Akwileję; panika w Rzymie: powołano do wojska przestępców oraz niewolników
- Religia
  - Teofil z Antiochii został patriarchą Antiochii

## Zmarli
- luty - Lucjusz Werus, współcesarz rzymski.